# Шлапинс, Илмарс
Илмарс Шлапинс (латыш. Ilmārs Šlāpins; род. 8 ноября 1968) — латвийский поэт, прозаик, редактор и переводчик.
Окончил среднюю школу в Елгаве (1986), после чего отслужил срочную службу в составе советских войск в Афганистане. После демобилизации поступил на философский факультет Латвийского университета, который и окончил в 1993 году.
В 1993—2010 гг. редактор журнала Rīgas Laiks, одновременно выступал на страницах издания как журналист и интервьюер (опубликовал, в частности, интервью с Арво Пяртом и Борисом Гребенщиковым). Также работал радиоведущим, в 2004—2007 гг. занимал должность советника канцелярии премьер-министра Латвии по культурным и гуманитарным вопросам. В 2012—2019 гг. главный редактор онлайн-издания Satori. С 2018 г. входит в правление Латвийского ПЕН-клуба.
Опубликовал книги стихов «Кармабанда» (латыш. Karmabandha; 2007) и «Я не знаю, запятых» (латыш. Es nemāku, komatus; 2019, премия Латвийского телевидения и радио «Килограмм культуры»), книги прозаических миниатюр «Анекдоты про среднего латыша и Райниса» (латыш. Anekdotes par vidējo latvieti un Raini; 2007) и «Анекдоты про среднего латыша и конкретных людей» (латыш. Anekdotes par vidējo latvieti un konkrētiem cilvēkiem; 2009). Составил «Словарь нового латышского языка» (латыш. Jauno latviešu valoda; 2013, второе издание 2016).
Перевёл с русского языка на латышский роман Евгения Гришковца «Рубашка» (2005), сборник стихотворений Дмитрия А. Пригова (2021), пьесы Натальи Ворожбит, Ивана Вырыпаева, Елены Исаевой и др. С английского перевёл роман Айн Рэнд «Гимн».